# پتاسیم نیترات

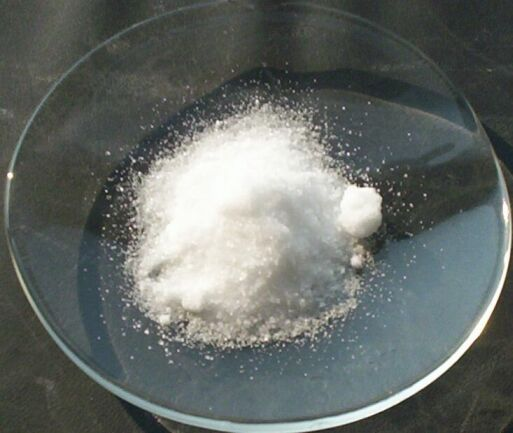
شوره

پتاسیم نیترات یا شوره یک ترکیب شیمیایی با فرمول {\displaystyle KNO_{3}} است. این ماده در محل‌هایی مانند دیوارهٔ غارها به صورت طبیعی به مانند گرد سفید رنگی وجود دارد. پتاسیم نیترات یک اکسیدکننده نسبتاً قوی است. نیترات پتاسیم آب را به خوبی جذب می‌کند، بنابراین در محصولاتی مانند باروت که از شوره استفاده می‌شود در اثر قرارگرفتن در هوای آزاد رطوبت می‌گیرد و خراب می‌شود.
یکی از واکنش‌های مهم پتاسیم نیترات، پتاسیم نیترات و شکر است که در بسیاری از سوخت‌های موشک‌ها استفاده می‌شود و همچنین به دلیل خروج H2O و N2 از این واکنش ابر دودزایی درست می‌کند که به عنوان بمب دودزا استفاده می‌شود اما در حقیقت این واکنش نسبت دقیق دارد و بدون داشتن نسبت درست واکنش درست عمل نمی‌کند. نسبت آن ۱ به ۶ شکر به پتاسیم نیترات است.

## موارد مصرف
مصرف عمده نیترات پتاسیم به عنوان اکساینده در باروت سیاه در موتورهای موشک و همچنین بمب‌های دودزا می‌باشد. مصارف دیگر نیترات پتاسیم در داروسازی، خمیردندان، کودها، مقابله با فشار خون بالا و پایین، نگهداری غذا، درمان آسم، کارخانه کریستال و بلور سازی، آبکاری و سخت کاری فلزات، لاستیک سازی، لعاب کاشی و سرامیک نگهدارنده مواد غذائی و باغبانی می‌باشد.

## روش ساخت
تولید صنعتی پتاسیم نیترات با ریختن نیتریک اسید روی نمک‌های پتاسیم از جمله پتاسیم کلرید به‌دست می‌آید. شرکت‌های بزرگ تولیدکننده پتاسیم نیترات مانند سرو شیمی و صنایع شیمیایی دولتی از این روش استفاده می‌کنند.
2 KCl + 2 HNO۳ → 2 KNO۳ + CO۲ + H۲O
روش دیگر برای تولید کریستال پتاسیم نیترات در آزمایشگاه با استفاده از واکنش زیر می‌باشد و با سرد کردن محلول، پتاسیم نیترات رسوب می‌کند.
KCl(aq)+NH4NO3(aq)→ KNO3+NH4Cl

## تولید
نیترات پتاسیم را می‌توان با ترکیب نیترات آمونیوم و هیدروکسید پتاسیم تولید کرد.
NH4NO3 (aq) + KOH (aq) → NH3 (g) + KNO3 (aq) + H2O (l)
یک روش جایگزین برای تولید نیترات پتاسیم بدون یک محصول جانبیآمونیاک، ترکیب نیترات آمونیوم و کلرید پتاسیم است که به راحتی به عنوان یک جایگزین نمک بدون سدیم به دست می‌آید.
NH4NO3 (aq) + KCl (aq) → NH4Cl (aq) + KNO3 (aq)
نیترات پتاسیم نیز می‌تواند با خنثی کردن اسید نیتریک با پتاسیم هیدروکسیدتولید شود. این واکنش بسیار اکسوترمی است.
KOH (aq) + HNO3 → KNO3 (aq) + H2O (l)
در مقیاس صنعتی توسط واکنش دو جابه‌جایی بین سدیم نیترات و پتاسیم کلرید تهیه می‌شود.
NaNO3 (aq) + KCl (aq) → NaCl (aq) + KNO3 (aq)
تهیه پتاسیم نیترات از کود کبوتر
به منظور تهیه پتاسیم نیترات به روش ساده‌تر، می‌توان از کود کبوتر استفاده کرد. به منظور انجام این فرایند، باید مقداری کود کبوتر را در ۱۰۰ گرم آب حل کرد. سپس این محلول را در ظرفی در بسته ریخته و به مدت ۲ ساعت در فریزر برای یخ زدن کامل قرار می‌دهند. در مرحله بعد قالب ماده شیمیایی یخ زده فوق را روی یک پارچه با قابلیت نفوذ مناسب آب قرار می‌دهند تا به‌طور کامل آب شود.
شایان ذکر است نباید آب گرم روی یخ گرفته شود. این خطا منجر به حل شدن بلورهای این ماده شیمیایی می‌شود. برای به دست آوردن این ماده شیمیایی پس از آب شدن یخ مذکور، بلورهای آن را از روی پارچه جمع‌آوری می‌کنند. سپس آن را در محلی گرم قرار می‌دهند تا کاملاً خشک شوند.

## کاربرد
- در تولید خمیر دندان برای دندان‌های حساس استفاده می‌شود.
- به‌صورت تاریخی در درمان بیماری آسم استفاده می‌شود.
- در کشور تایلند به عنوان مادهٔ اصلی در تولید قرص کلیه به منظور کاهش درد و التهاب مثانه، التهاب لگن کلیوی و اورتریت مصرف می‌گردد.
- به عنوان کود کشاورزی در مزارع و گلخانه‌ها استفاده می‌شود.
- به عنوان ماده اولیه در تولید کود مورد استفاده قرار می‌گیرد.
- در درمان فشار خون بالا کاربرد دارد.

فراورده‌های تولیدی KNO3
فراورده‌هایی مانند تولید بمب دودزا که با پتاسیم نیترات شکر و سدیم هیدروژن‌کربنات (جوش شیرین) تولید می‌شود.
و در ساخت باروت هم استفاده می‌شود که با مخلوط پتاسیم نیتران با گوگرد و زغال در اتانول استفاده می‌شود
پتاسیم نیترات انحلال پذیری بسیاری دارد برای همین در حلال‌ها خیلی سریع حل می‌شود.